# Wangyue (häradshuvudort i Kina, Hunan Sheng, lat 28,24, long 112,92)
Wangyue (kinesiska: 望岳, 岳麓区, 望岳乡) är en häradshuvudort i Kina. Den ligger i provinsen Hunan, i den södra delen av landet, nära eller i provinshuvudstaden Changsha. Antalet invånare är 801 781. Befolkningen består av 402 919 kvinnor och 398 862 män. Barn under 15 år utgör 10,0 %, vuxna 15-64 år 82 %, och äldre över 65 år 6,0 %.
Runt Wangyue är det mycket tätbefolkat, med 6 472 invånare per kvadratkilometer. Närmaste större samhälle är Changsha, 6,7 km sydost om Wangyue. Runt Wangyue är det i huvudsak tätbebyggt.
Genomsnittlig årsnederbörd är 1 710 millimeter. Den regnigaste månaden är maj, med i genomsnitt 305 mm nederbörd, och den torraste är oktober, med 46 mm nederbörd.